# Liniment

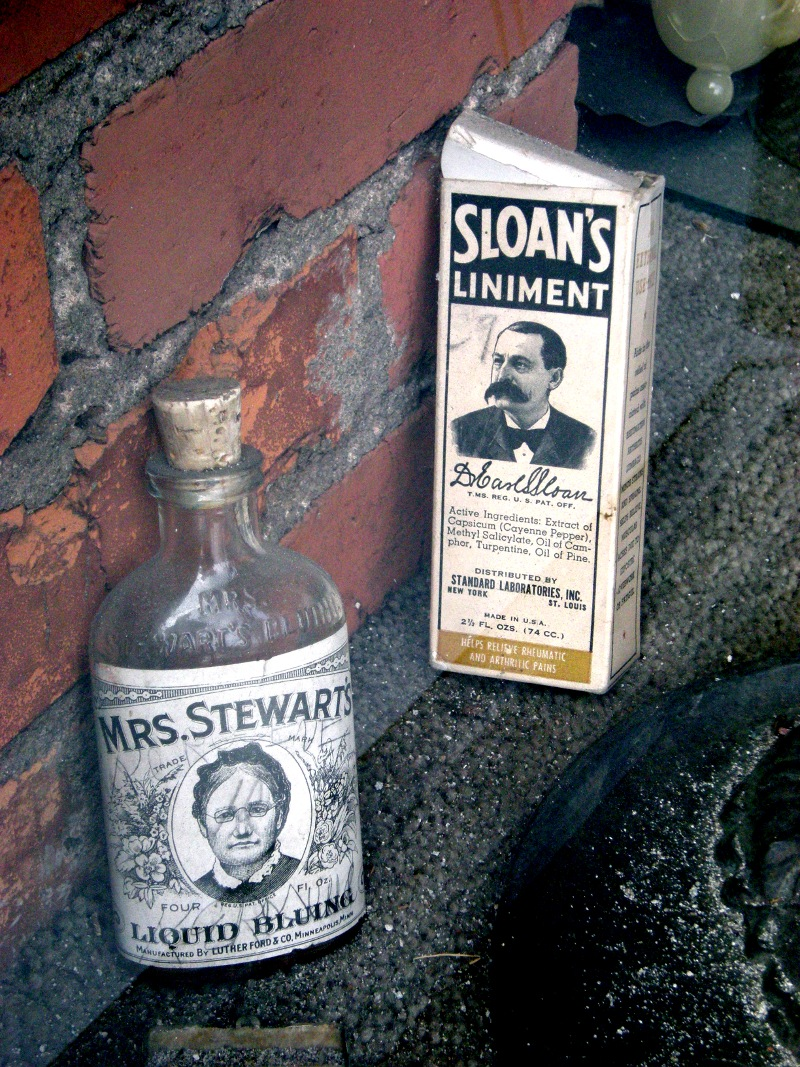
Historische Liniment-Verpackungen

Linimente (von lateinisch linere ‚schmieren‘) sind mehr oder weniger salbenartige Mischungen, die zu Einreibungen dienen und meist aus fetten Ölen mit reizenden oder aromatischen Stoffen hergestellt werden. Ölhaltige Linimente werden auch als Oliment bezeichnet.
Das flüchtige Liniment (Linimentum ammoniatum volatile) ist weiß, rahmartig dickflüssig, wird durch Zusammenschütteln von vier Teilen Provenceöl mit einem Teil Ammoniaklösung erhalten und riecht stark ammoniakalisch. Mit einem Zusatz von Kampfer heißt es flüchtiges Kampferliniment (L. ammoniato-camphoratum).
Das Seifenliniment (Linimentum saponato-ammoniatum) ist eine Lösung von einem Teil Hausseife in 30 Teilen Wasser und zehn Teilen Spiritus, gemischt mit 15 Teilen Ammoniakflüssigkeit.
- L. saponato-camphoratum ist Opodeldok
- L. saponato-camphoratum liquidum, flüssiger Opodeldok
- L. phosphoratum ist eine Lösung von Phosphor in fettem Öl.